# Calomicrolaimus parahonestus
Calomicrolaimus parahonestus is een rondwormensoort uit de familie van de Microlaimidae. De wetenschappelijke naam van de soort is voor het eerst geldig gepubliceerd in 1950 door Gerlach.